# Enhancer (groupe)
Pour les articles homonymes, voir enhancer.
Enhancer est un groupe de nu metal français, originaire d'Andrésy, dans les Yvelines, formé en 1996.

## Biographie
Enhancer est formé en 1996 de jeunes des banlieues pavillonnaires de Cergy-Pontoise qui vont se retrouver pour jouer ensemble, non pas sous forme d'un groupe, mais d'un véritable collectif. Il ressort de la Team Nowhere un véritable foisonnement artistique. Pleymo sera le premier arbre à cacher la forêt avant qu'on aperçoive les désormais célèbres AqME, Vegastar, Wünjo, et donc Enhancer.
Leur tournée, au début des années 2000 était composée d'une centaine de dates, notamment aux Eurockéennes de Belfort, ou encore lors d'un passage à l'émission de télévision Nulle part ailleurs. Au fil des années la notoriété du groupe devient de plus en plus grande notamment avec la chanson Cinglés, issue de l'album Street Trash.
Le 24 novembre 2008, le groupe publie son quatrième album composé de 16 chansons, intitulé Désobéir. Les membres du groupe le décrivent dans un esprit électro et « rap 'n' roll ». Il est entièrement réalisé par le groupe dans son propre studio d'enregistrement, grâce à leur expérience acquise en travaillant avec les meilleurs producteurs mondiaux. Musicalement, Enhancer représente toujours ce pont entre metal, hip-hop, rock et électro. Une fusion désormais maitrisée qui penche plus vers le hip hop américain aux tendances pop que vers un rock beaucoup plus rude, plus « nature », plus « burné » . Sur Désobéir, on retrouve d'ailleurs de nombreux rappeurs aux côtés d'Enhancer : Soprano, La Fouine ou encore Dadoo (ex-membre du groupe KDD). On ressent une véritable évolution musicale dans les compositions du groupe, probablement le fait de ses nombreux changements de line-up ces deux dernières années. C'est d'ailleurs Davy, ex-guitariste de Pleymo qui a rejoint la formation. On ressent particulièrement son apport (en collaboration avec l'ex-guitariste de Noisy Fate, Pierre Guimard) puisque les instrumentations sont moins binaires et répétitives. Il faut noter aussi que les arrangements sont particulièrement présents. Enhancer a même eu recours à une chorale d'enfants sur Qu'est-ce qu'on va laisser ?.
À l'issue de la sortie de leur quatrième album, Enhancer a diffusé deux clips. Le premier, Rock Game, est dévoilé le 6 octobre 2008. Le deuxième, Superficiel, est lancé le 1er septembre 2009, il est intégralement réalisé en stop motion et apparaissent Neva, Léo Berliner ainsi que Gérard Baste (Svinkels). Toujours en 2008, David et Jonathan créent leur propre structure de production audiovisuelle et d'édition HK Corp ainsi qu'un label compositeur Le son des anges.
En 2013, un message publié par un membre du groupe laisse penser que le groupe prépare son retour.
Ils reviendront pour un concert unique au Forum de Vauréal, le 18 novembre 2022. Concert complet peu de temps après l’annonce de la date.
En 2023, ils se reforment le temps d'un concert inédit au festival Cabaret Vert de Charleville-Mezieres dans les Ardennes.

## Membres

### Membres actuels
- David Gitlis (Vida) - chant, guitare, programmation (1996–2011; 2022)
- William Bastiani (Bill) - chant, programmation (1996–2011; 2022)
- Toni Rizzotti (Nitro) - chant (1998–2011; 2022)
- John Gitlis (Nejo) - batterie, programmation (1996–2011; 2022)
- Marc Meli (MarQ) - basse (1996–2011; 2022)
- Davy Portela - guitare (2008–2011; 2022)

### Anciens membres
- Julien « Robby » Robbe - chant (1996–1998)
- Matthieu « Matt » Piques - guitare (1996–2005)
- Frédéric « Difré » Goubet - guitare (1996–2007)
- Étienne « EDA » Bouet - machines (1999–2007)